# Berliner Börsen-Zeitung
Berliner Börsen-Zeitung var en tysk dagstidning, utgiven i Berlin 1855-1945, med tysk nationell profil.
Tidiningen var starkt handels- och industribetonad och utkom i början av 1930-talet två gånger dagligen.